# Тучемський Михайло Андрійович
Тучемський Михайло Андрійович (5 (17) вересня 1872, с. Понебель, нині Рівненського району Рівненської області — 23 квітня 1945, м. Кременець Тернопільської області) — український релігійно-освітній, громадський діяч, публіцист, краєзнавець.

## Життєпис
Закінчив Кременецьке духовне училище, Волинську духовну семінарію (1893).
Вчитель церковного співу в Почаївській лавровій двокласній церковно-парафіяльній школі (1893—1896), священик і законовчитель у с. Загірці (1896—1904, нині Лановецького району).
Від 1904 — наглядач церковно-парафіяльних шкіл Острозького повіту, водночас — 2-й священик Богоявленського собору в місті Острог (нині Рівненська область).
Співорганізатор і 1-й керівник музею князів Острозьких у цьому місті. Член Всеукраїнського православного церковного собору (1917).
1920—1930-і — священик у селі Вербовець (нині Лановецького району), кафедрал-протоієрей у м. Кременець.

## Доробок
Автор низки статей та книг, зокрема:
- «Сторожевой замок князей Острожских» (1912);
- «Город Острог» (1913, обидві — Почаїв);
- «Життя і діяльність святого рівноапостольного князя Володимира та охрещення при ньому Руси-України» (1938, Кременець).